# 弗利斯 (奥地利)
弗利斯（德語：Fließ）是奥地利蒂罗尔州兰德克县的一个市镇。总面积47.56平方公里，总人口2926人，人口密度61.5人/平方公里（2005年）。